# 376084 Annettepeter
376084 Annettepeter è un asteroide della fascia principale. Scoperto nel 2010, presenta un'orbita caratterizzata da un semiasse maggiore pari a 2,1836786 UA e da un'eccentricità di 0,1094471, inclinata di 5,36923° rispetto all'eclittica.